# Rémilly, Moselle
Rémilly (Moselle) là một xã trong vùng Grand Est, thuộc tỉnh Moselle, quận Metz-Campagne, tổng Pange. Tọa độ địa lý của xã là 49° 00' vĩ độ bắc, 06° 23' kinh độ đông. Rémilly (Moselle) nằm trên độ cao trung bình là 225 mét trên mực nước biển, có điểm thấp nhất là 220 mét và điểm cao nhất là 312 mét. Xã có diện tích 18,94 km², dân số vào thời điểm 1999 là 1813 người; mật độ dân số là 95 người/km².

## Thông tin nhân khẩu
| 1962  | 1968  | 1975  | 1982  | 1990  | 1999  |
| ----- | ----- | ----- | ----- | ----- | ----- |
| 1 223 | 1 423 | 1 556 | 1 666 | 1 779 | 1 813 |